# Белова, Екатерина Александровна
Екатерина Александровна Белова (род. 29 мая 1987) — российская дзюдоистка, чемпионка России среди кадетов 2005 года, чемпионка (2006) и бронзовый призёр (2004) первенств России среди юниоров, серебряный призёр первенств России среди молодёжи 2007-2009 годов, серебряный призёр чемпионата России 2008 года, серебряный призёр мемориала Владимира Гулидова 2007 года, серебряный призёр открытого чемпионата Прибалтийских стран 2010 года, мастер спорта России. Выступала в полулёгкой весовой категории (до 52 кг).

## Спортивные результаты
- Первенство России среди кадетов 2005 года — ;
- Первенство России среди юниоров 2004 года — ;
- Первенство России среди юниоров 2006 года — ;
- Первенство России среди молодёжи 2007 года — ;
- Мемориал Владимира Гулидова 2007 года, Красноярск — ;
- Чемпионат России по дзюдо 2008 года — ;
- Первенство России среди молодёжи 2008 года — ;
- Первенство России среди молодёжи 2009 года — ;
- Открытый чемпионат прибалтийских стран 2010 года, Хельсинки — .